# Дормілон білолобий
Дорміло́н білолобий (Muscisaxicola albifrons) — вид горобцеподібних птахів родини тиранових (Tyrannidae). Мешкає в Андах.

## Поширення і екологія
Білолобі дормілони мешкають в Болівії, Перу і на крайній півночі Чилі. Вони живуть серед скель, на високогірних луках та на болотах. Зустрічаються на висоті від 4000 до 5600 м над рівнем моря.